# Adrián Marín (actor)
Adrián Marín es un actor español conocido por su papel de Dani en la serie 90-60-90, diario secreto de una adolescente.

## Filmografía

### Cine

#### Películas
- Otros días vendrán (2005)
- Películas para no dormir: Regreso a Moira (2006) (Película para TV)
- La soledad (2007)
- Planes para mañana (2010)
- WWW. (2012)

#### Cortos
- A cara o cruz (2008)
- Sin palabras (2010)

### Televisión

#### Fijos
- Física o Química (2008) (Recurrente 2ª temporada / Como Hugo, novio de Fer)
- 90-60-90, diario secreto de una adolescente (2009) (Secundario / Como Dani Salcedo)
- Cuéntame como paso (2010) (Recurrente 12º Temporada / Como Lino)

#### Episódicos
- Hospital Central (2005) (Capítulo : El gas de la risa / Como Young Boy)
- Mesa para cinco (2006) (Capítulo : El buen compañero)
- Cuenta atrás (2007) (Capítulo : Mercado puerta de Toledo 15:35 / Como Israel)
- Aída (2008) (Capítulos : Tony Brocovich y El roobo de la tetele / Como Chemi)
- Hospital Central (2009) (Capítulo : Permutaciones / Como Sergio)
- Ángel o demonio (2011) (Capítulos : ¿Quién puede hacer llorar a un ángel? y La juventud eterna)
- Homicidios (serie de televisión) (2011) (Capítulo : Sexo, mentiras y cinta de video)

### Doblaje
- Victorious - André Harris (2010-2013)